# Isla del Sol

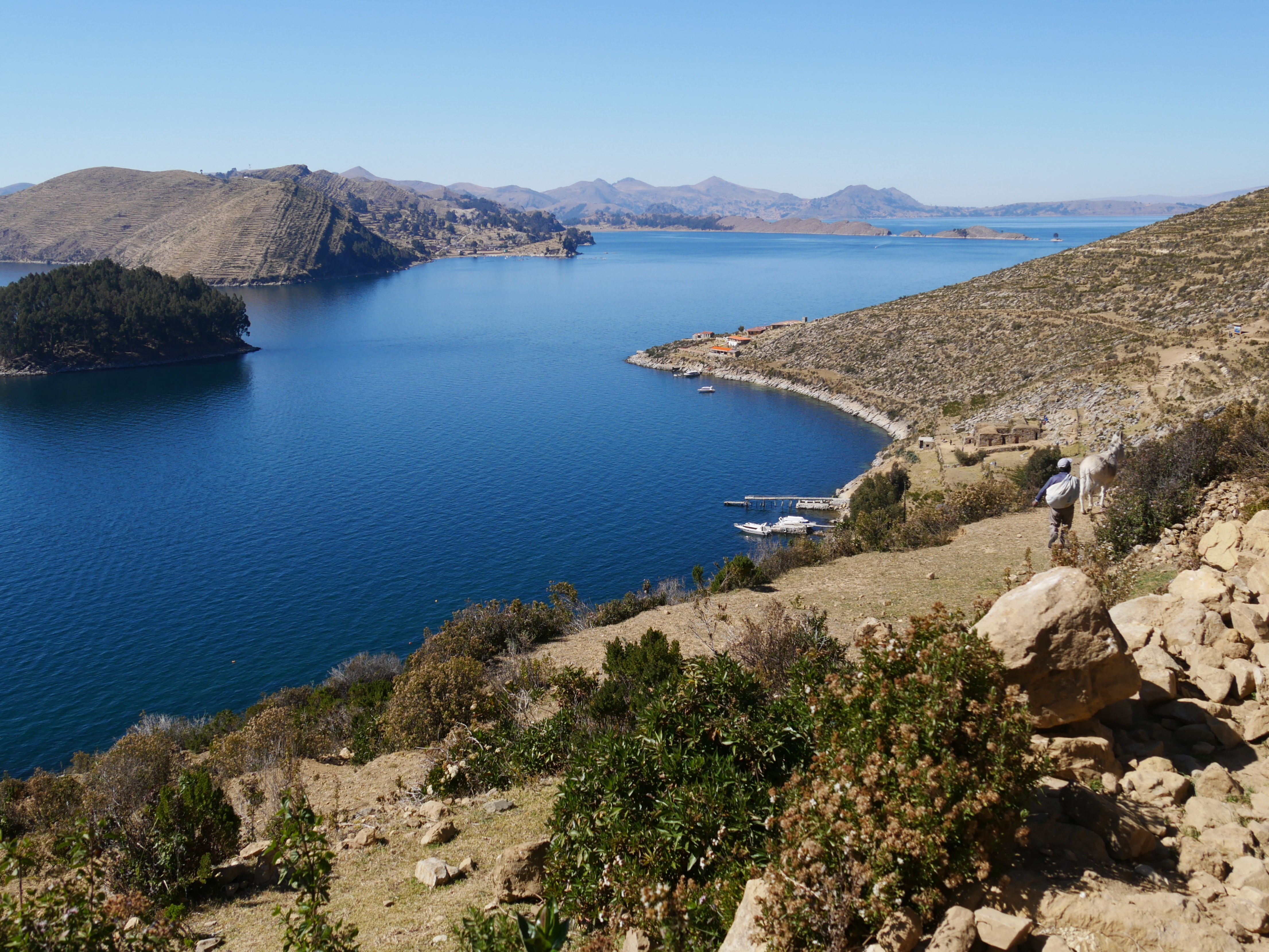
Il lago Titicaca, visto dall'Isla del Sol

L'Isla del Sol (Isola del Sole), chiamata anche Isola Titicaca, è un'isola sita nella parte boliviana del Lago Titicaca. È sita nel dipartimento di La Paz, precisamente nella provincia di Manco Kapac. Con una superficie di circa 12 km² è l'isola più grande del lago.

## Geografia
Le etnie prevalenti sull'isola sono aymara e quechua e, conseguentemente, gli idiomi parlati sono l'aymara, il quechua e lo spagnolo. Gli abitanti sono per lo più dediti all'agricoltura, alla pastorizia e all'artigianato.
L'isola è collinare e caratterizzata dai terrazzamenti costruiti dagli Inca che l'abitavano anticamente e spesso utilizzati dalla popolazione odierna. Sono presenti ancora sull'isola alcuni siti archeologici risalenti all'epoca incaica. In particolare, un santuario con un tempio dedicato a Inti (il dio Sole) e alcuni resti dell'antica strada Inca.
La leggenda racconta che dal lago, in prossimità di dove sorge l'isola, uscirono Manco Cápac e Mama Ocllo per fondare la città di Cusco, da dove avrebbe avuto luogo quello che sarebbe diventato l'Impero Inca.